# Grigory Levenfish
Grigory Yakovlevich Levenfish (em russo:  Григо́рий Я́ковлевич Левенфи́ш; Piotrków Trybunalski, 19 de março de 1889 - Moscou, 9 de fevereiro de 1961) foi um Grande Mestre de xadrez soviético que obteve seus melhores resultados competitivos nas décadas de 1920 e 1930. Foi bicampeão soviético (1934 e 1937). Em 1937, ele empatou um match contra o futuro campeão mundial Mikhail Botvinnik (+5 -5 =5). Em 1950, Levenfish foi um dos primeiros a receber o título de Grande Mestre, concedido pela FIDE naquele ano pela primeira vez.

## Infância e educação
Levenfish nasceu em Piotrków, Polônia, então parte do Império Russo, filho de Jacob Levenfish e Golda Levenfish. Passou a maior parte de seus anos de formação em São Petersburgo, onde frequentou o Instituto de Tecnologia do Estado de São Petersburgo, formando-se em engenharia química .

## Primeiras conquistas
Sua primeira conquista como um proeminente  jogador de xadrez veio quando ele ganhou o campeonato de São Petersburgo de 1909 e participou do torneio de Carlsbad de 1911, onde marcou 11 pontos e meio em 25 partidas. Aos 22 anos, este seria seu primeiro e último torneio fora da Rússia ou da União Soviética. Seu jogo na época foi comparado ao de Mikhail Chigorin.    Nos anos seguintes, ele ganhou o Campeonato de Leningrado em 1922, 1924 e 1925.

## Campeonato soviético e participação internacional
A nível nacional, ele terminou no pódio no Campeonato Soviético em quatro ocasiões; terceiro em 1920, segundo em 1923, co-campeão em Leningrado em 1934 (empatado com Ilya Rabinovich) e campeão absoluto em Tbilisi em 1937 com uma pontuação de 12½ pontos em 19 possíveis.
No torneio internacional de Moscou de 1935, ele marcou 10½ pontos em 19, empatando no 6º/7º lugares, Mikhail Botvinnik e Salo Flohr foram os campeões. No torneio de Leningrado 1936, ele foi o terceiro com 8½ em 14. A participação no torneio de treinamento Leningrado-Moscou de 1939 resultou em um 3º/6º lugar, com uma pontuação de 10/17, atrás do vencedor Flohr e Samuel Reshevsky.

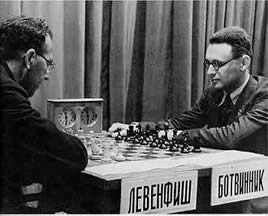
Levenfish no confronto contra Botvinnik em 1937

## Dificuldades na carreira e reconhecimento internacional
Apesar de seus sucessos, Levenfish teve pouco reconhecimento das autoridades soviéticas de xadrez, que davam total suporte à jovem estrela em ascensão Mikhail Botvinnik. Levenfish foi o único mestre soviético de sua geração a quem foi negado uma auxílio financeiro. Além disso, o governo recusou-lhe permissão para viajar ao exterior e competir em torneios como o AVRO 1938 (embora ele fosse o campeão soviético). Outros jogadores nascidos antes da revolução, como Alexander Alekhine, Efim Bogoljubov e Akiba Rubinstein foram autorizados a viajar e acabaram até mesmo morando no exterior. Privado das mesmas oportunidades, Levenfish jogou apenas dentro dos limites da Rússia Soviética e complementou sua renda com um emprego como engenheiro na indústria do vidro. Todavia, não são claros os motivos para que recebesse tal tratamento. Por outro lado, Levenfish tinha prestígio como autor, sendo delegado pelas autoridades soviéticas de publicar volumes sobre as modernas aberturas de xadrez.
Levenfish recebeu o título de Grande Mestre Internacional da FIDE, a federação mundial de xadrez, em 1950, ano em que o título foi oficialmente introduzido.

## Legado
Genna Sosonko, em seu livro Russian Silhouettes, ecoa os pensamentos de alguns grandes mestres que conheceram Levenfish.  Falam de um homem íntegro e independente, que nunca se queixou de suas difíceis condições de vida. Boris Spassky o encontrou em um metrô de Moscou, poucos dias antes de sua morte. Levenfish, que tinha uma aparência péssima, estava levando um lenço à boca e declarou que acabara de extrair seis dentes. Vasily Smyslov conta sobre uma vez que Levenfish o visitou, no final de sua vida. O idoso mestre segurava uma enorme pilha de papéis, um manuscrito detalhando o trabalho de sua vida em finais de torre. Ele pediu a Smyslov para verificar se havia erros, e depois de algumas pequenas correções, o livro foi publicado (1957) sob o título Teoriya ladeynykh okonchaniy ("A teoria dos finais de torre"), posteriormente publicado em inglês em 1971 com o título Finais de torre.
Uma importante variante da abertura Siciliana Dragão, iniciada com o lance 6.f4 (diagrama abaixo) leva seu nome.
|   | a | b | c | d | e | f | g | h |   |
| 8 | a8 preto torre · b8 preto cavalo · c8 preto bispo · d8 preto rainha · e8 preto rei · f8 preto bispo · h8 preto torre · a7 preto peão · b7 preto peão · e7 preto peão · f7 preto peão · h7 preto peão · d6 preto peão · f6 preto cavalo · g6 preto peão · d4 branco cavalo · e4 branco peão · f4 branco peão · c3 branco cavalo · a2 branco peão · b2 branco peão · c2 branco peão · g2 branco peão · h2 branco peão · a1 branco torre · c1 branco bispo · d1 branco rainha · e1 branco rei · f1 branco bispo · h1 branco torre | a8 preto torre · b8 preto cavalo · c8 preto bispo · d8 preto rainha · e8 preto rei · f8 preto bispo · h8 preto torre · a7 preto peão · b7 preto peão · e7 preto peão · f7 preto peão · h7 preto peão · d6 preto peão · f6 preto cavalo · g6 preto peão · d4 branco cavalo · e4 branco peão · f4 branco peão · c3 branco cavalo · a2 branco peão · b2 branco peão · c2 branco peão · g2 branco peão · h2 branco peão · a1 branco torre · c1 branco bispo · d1 branco rainha · e1 branco rei · f1 branco bispo · h1 branco torre | a8 preto torre · b8 preto cavalo · c8 preto bispo · d8 preto rainha · e8 preto rei · f8 preto bispo · h8 preto torre · a7 preto peão · b7 preto peão · e7 preto peão · f7 preto peão · h7 preto peão · d6 preto peão · f6 preto cavalo · g6 preto peão · d4 branco cavalo · e4 branco peão · f4 branco peão · c3 branco cavalo · a2 branco peão · b2 branco peão · c2 branco peão · g2 branco peão · h2 branco peão · a1 branco torre · c1 branco bispo · d1 branco rainha · e1 branco rei · f1 branco bispo · h1 branco torre | a8 preto torre · b8 preto cavalo · c8 preto bispo · d8 preto rainha · e8 preto rei · f8 preto bispo · h8 preto torre · a7 preto peão · b7 preto peão · e7 preto peão · f7 preto peão · h7 preto peão · d6 preto peão · f6 preto cavalo · g6 preto peão · d4 branco cavalo · e4 branco peão · f4 branco peão · c3 branco cavalo · a2 branco peão · b2 branco peão · c2 branco peão · g2 branco peão · h2 branco peão · a1 branco torre · c1 branco bispo · d1 branco rainha · e1 branco rei · f1 branco bispo · h1 branco torre | a8 preto torre · b8 preto cavalo · c8 preto bispo · d8 preto rainha · e8 preto rei · f8 preto bispo · h8 preto torre · a7 preto peão · b7 preto peão · e7 preto peão · f7 preto peão · h7 preto peão · d6 preto peão · f6 preto cavalo · g6 preto peão · d4 branco cavalo · e4 branco peão · f4 branco peão · c3 branco cavalo · a2 branco peão · b2 branco peão · c2 branco peão · g2 branco peão · h2 branco peão · a1 branco torre · c1 branco bispo · d1 branco rainha · e1 branco rei · f1 branco bispo · h1 branco torre | a8 preto torre · b8 preto cavalo · c8 preto bispo · d8 preto rainha · e8 preto rei · f8 preto bispo · h8 preto torre · a7 preto peão · b7 preto peão · e7 preto peão · f7 preto peão · h7 preto peão · d6 preto peão · f6 preto cavalo · g6 preto peão · d4 branco cavalo · e4 branco peão · f4 branco peão · c3 branco cavalo · a2 branco peão · b2 branco peão · c2 branco peão · g2 branco peão · h2 branco peão · a1 branco torre · c1 branco bispo · d1 branco rainha · e1 branco rei · f1 branco bispo · h1 branco torre | a8 preto torre · b8 preto cavalo · c8 preto bispo · d8 preto rainha · e8 preto rei · f8 preto bispo · h8 preto torre · a7 preto peão · b7 preto peão · e7 preto peão · f7 preto peão · h7 preto peão · d6 preto peão · f6 preto cavalo · g6 preto peão · d4 branco cavalo · e4 branco peão · f4 branco peão · c3 branco cavalo · a2 branco peão · b2 branco peão · c2 branco peão · g2 branco peão · h2 branco peão · a1 branco torre · c1 branco bispo · d1 branco rainha · e1 branco rei · f1 branco bispo · h1 branco torre | a8 preto torre · b8 preto cavalo · c8 preto bispo · d8 preto rainha · e8 preto rei · f8 preto bispo · h8 preto torre · a7 preto peão · b7 preto peão · e7 preto peão · f7 preto peão · h7 preto peão · d6 preto peão · f6 preto cavalo · g6 preto peão · d4 branco cavalo · e4 branco peão · f4 branco peão · c3 branco cavalo · a2 branco peão · b2 branco peão · c2 branco peão · g2 branco peão · h2 branco peão · a1 branco torre · c1 branco bispo · d1 branco rainha · e1 branco rei · f1 branco bispo · h1 branco torre | 8 |
| 7 | a8 preto torre · b8 preto cavalo · c8 preto bispo · d8 preto rainha · e8 preto rei · f8 preto bispo · h8 preto torre · a7 preto peão · b7 preto peão · e7 preto peão · f7 preto peão · h7 preto peão · d6 preto peão · f6 preto cavalo · g6 preto peão · d4 branco cavalo · e4 branco peão · f4 branco peão · c3 branco cavalo · a2 branco peão · b2 branco peão · c2 branco peão · g2 branco peão · h2 branco peão · a1 branco torre · c1 branco bispo · d1 branco rainha · e1 branco rei · f1 branco bispo · h1 branco torre | a8 preto torre · b8 preto cavalo · c8 preto bispo · d8 preto rainha · e8 preto rei · f8 preto bispo · h8 preto torre · a7 preto peão · b7 preto peão · e7 preto peão · f7 preto peão · h7 preto peão · d6 preto peão · f6 preto cavalo · g6 preto peão · d4 branco cavalo · e4 branco peão · f4 branco peão · c3 branco cavalo · a2 branco peão · b2 branco peão · c2 branco peão · g2 branco peão · h2 branco peão · a1 branco torre · c1 branco bispo · d1 branco rainha · e1 branco rei · f1 branco bispo · h1 branco torre | a8 preto torre · b8 preto cavalo · c8 preto bispo · d8 preto rainha · e8 preto rei · f8 preto bispo · h8 preto torre · a7 preto peão · b7 preto peão · e7 preto peão · f7 preto peão · h7 preto peão · d6 preto peão · f6 preto cavalo · g6 preto peão · d4 branco cavalo · e4 branco peão · f4 branco peão · c3 branco cavalo · a2 branco peão · b2 branco peão · c2 branco peão · g2 branco peão · h2 branco peão · a1 branco torre · c1 branco bispo · d1 branco rainha · e1 branco rei · f1 branco bispo · h1 branco torre | a8 preto torre · b8 preto cavalo · c8 preto bispo · d8 preto rainha · e8 preto rei · f8 preto bispo · h8 preto torre · a7 preto peão · b7 preto peão · e7 preto peão · f7 preto peão · h7 preto peão · d6 preto peão · f6 preto cavalo · g6 preto peão · d4 branco cavalo · e4 branco peão · f4 branco peão · c3 branco cavalo · a2 branco peão · b2 branco peão · c2 branco peão · g2 branco peão · h2 branco peão · a1 branco torre · c1 branco bispo · d1 branco rainha · e1 branco rei · f1 branco bispo · h1 branco torre | a8 preto torre · b8 preto cavalo · c8 preto bispo · d8 preto rainha · e8 preto rei · f8 preto bispo · h8 preto torre · a7 preto peão · b7 preto peão · e7 preto peão · f7 preto peão · h7 preto peão · d6 preto peão · f6 preto cavalo · g6 preto peão · d4 branco cavalo · e4 branco peão · f4 branco peão · c3 branco cavalo · a2 branco peão · b2 branco peão · c2 branco peão · g2 branco peão · h2 branco peão · a1 branco torre · c1 branco bispo · d1 branco rainha · e1 branco rei · f1 branco bispo · h1 branco torre | a8 preto torre · b8 preto cavalo · c8 preto bispo · d8 preto rainha · e8 preto rei · f8 preto bispo · h8 preto torre · a7 preto peão · b7 preto peão · e7 preto peão · f7 preto peão · h7 preto peão · d6 preto peão · f6 preto cavalo · g6 preto peão · d4 branco cavalo · e4 branco peão · f4 branco peão · c3 branco cavalo · a2 branco peão · b2 branco peão · c2 branco peão · g2 branco peão · h2 branco peão · a1 branco torre · c1 branco bispo · d1 branco rainha · e1 branco rei · f1 branco bispo · h1 branco torre | a8 preto torre · b8 preto cavalo · c8 preto bispo · d8 preto rainha · e8 preto rei · f8 preto bispo · h8 preto torre · a7 preto peão · b7 preto peão · e7 preto peão · f7 preto peão · h7 preto peão · d6 preto peão · f6 preto cavalo · g6 preto peão · d4 branco cavalo · e4 branco peão · f4 branco peão · c3 branco cavalo · a2 branco peão · b2 branco peão · c2 branco peão · g2 branco peão · h2 branco peão · a1 branco torre · c1 branco bispo · d1 branco rainha · e1 branco rei · f1 branco bispo · h1 branco torre | a8 preto torre · b8 preto cavalo · c8 preto bispo · d8 preto rainha · e8 preto rei · f8 preto bispo · h8 preto torre · a7 preto peão · b7 preto peão · e7 preto peão · f7 preto peão · h7 preto peão · d6 preto peão · f6 preto cavalo · g6 preto peão · d4 branco cavalo · e4 branco peão · f4 branco peão · c3 branco cavalo · a2 branco peão · b2 branco peão · c2 branco peão · g2 branco peão · h2 branco peão · a1 branco torre · c1 branco bispo · d1 branco rainha · e1 branco rei · f1 branco bispo · h1 branco torre | 7 |
| 6 | a8 preto torre · b8 preto cavalo · c8 preto bispo · d8 preto rainha · e8 preto rei · f8 preto bispo · h8 preto torre · a7 preto peão · b7 preto peão · e7 preto peão · f7 preto peão · h7 preto peão · d6 preto peão · f6 preto cavalo · g6 preto peão · d4 branco cavalo · e4 branco peão · f4 branco peão · c3 branco cavalo · a2 branco peão · b2 branco peão · c2 branco peão · g2 branco peão · h2 branco peão · a1 branco torre · c1 branco bispo · d1 branco rainha · e1 branco rei · f1 branco bispo · h1 branco torre | a8 preto torre · b8 preto cavalo · c8 preto bispo · d8 preto rainha · e8 preto rei · f8 preto bispo · h8 preto torre · a7 preto peão · b7 preto peão · e7 preto peão · f7 preto peão · h7 preto peão · d6 preto peão · f6 preto cavalo · g6 preto peão · d4 branco cavalo · e4 branco peão · f4 branco peão · c3 branco cavalo · a2 branco peão · b2 branco peão · c2 branco peão · g2 branco peão · h2 branco peão · a1 branco torre · c1 branco bispo · d1 branco rainha · e1 branco rei · f1 branco bispo · h1 branco torre | a8 preto torre · b8 preto cavalo · c8 preto bispo · d8 preto rainha · e8 preto rei · f8 preto bispo · h8 preto torre · a7 preto peão · b7 preto peão · e7 preto peão · f7 preto peão · h7 preto peão · d6 preto peão · f6 preto cavalo · g6 preto peão · d4 branco cavalo · e4 branco peão · f4 branco peão · c3 branco cavalo · a2 branco peão · b2 branco peão · c2 branco peão · g2 branco peão · h2 branco peão · a1 branco torre · c1 branco bispo · d1 branco rainha · e1 branco rei · f1 branco bispo · h1 branco torre | a8 preto torre · b8 preto cavalo · c8 preto bispo · d8 preto rainha · e8 preto rei · f8 preto bispo · h8 preto torre · a7 preto peão · b7 preto peão · e7 preto peão · f7 preto peão · h7 preto peão · d6 preto peão · f6 preto cavalo · g6 preto peão · d4 branco cavalo · e4 branco peão · f4 branco peão · c3 branco cavalo · a2 branco peão · b2 branco peão · c2 branco peão · g2 branco peão · h2 branco peão · a1 branco torre · c1 branco bispo · d1 branco rainha · e1 branco rei · f1 branco bispo · h1 branco torre | a8 preto torre · b8 preto cavalo · c8 preto bispo · d8 preto rainha · e8 preto rei · f8 preto bispo · h8 preto torre · a7 preto peão · b7 preto peão · e7 preto peão · f7 preto peão · h7 preto peão · d6 preto peão · f6 preto cavalo · g6 preto peão · d4 branco cavalo · e4 branco peão · f4 branco peão · c3 branco cavalo · a2 branco peão · b2 branco peão · c2 branco peão · g2 branco peão · h2 branco peão · a1 branco torre · c1 branco bispo · d1 branco rainha · e1 branco rei · f1 branco bispo · h1 branco torre | a8 preto torre · b8 preto cavalo · c8 preto bispo · d8 preto rainha · e8 preto rei · f8 preto bispo · h8 preto torre · a7 preto peão · b7 preto peão · e7 preto peão · f7 preto peão · h7 preto peão · d6 preto peão · f6 preto cavalo · g6 preto peão · d4 branco cavalo · e4 branco peão · f4 branco peão · c3 branco cavalo · a2 branco peão · b2 branco peão · c2 branco peão · g2 branco peão · h2 branco peão · a1 branco torre · c1 branco bispo · d1 branco rainha · e1 branco rei · f1 branco bispo · h1 branco torre | a8 preto torre · b8 preto cavalo · c8 preto bispo · d8 preto rainha · e8 preto rei · f8 preto bispo · h8 preto torre · a7 preto peão · b7 preto peão · e7 preto peão · f7 preto peão · h7 preto peão · d6 preto peão · f6 preto cavalo · g6 preto peão · d4 branco cavalo · e4 branco peão · f4 branco peão · c3 branco cavalo · a2 branco peão · b2 branco peão · c2 branco peão · g2 branco peão · h2 branco peão · a1 branco torre · c1 branco bispo · d1 branco rainha · e1 branco rei · f1 branco bispo · h1 branco torre | a8 preto torre · b8 preto cavalo · c8 preto bispo · d8 preto rainha · e8 preto rei · f8 preto bispo · h8 preto torre · a7 preto peão · b7 preto peão · e7 preto peão · f7 preto peão · h7 preto peão · d6 preto peão · f6 preto cavalo · g6 preto peão · d4 branco cavalo · e4 branco peão · f4 branco peão · c3 branco cavalo · a2 branco peão · b2 branco peão · c2 branco peão · g2 branco peão · h2 branco peão · a1 branco torre · c1 branco bispo · d1 branco rainha · e1 branco rei · f1 branco bispo · h1 branco torre | 6 |
| 5 | a8 preto torre · b8 preto cavalo · c8 preto bispo · d8 preto rainha · e8 preto rei · f8 preto bispo · h8 preto torre · a7 preto peão · b7 preto peão · e7 preto peão · f7 preto peão · h7 preto peão · d6 preto peão · f6 preto cavalo · g6 preto peão · d4 branco cavalo · e4 branco peão · f4 branco peão · c3 branco cavalo · a2 branco peão · b2 branco peão · c2 branco peão · g2 branco peão · h2 branco peão · a1 branco torre · c1 branco bispo · d1 branco rainha · e1 branco rei · f1 branco bispo · h1 branco torre | a8 preto torre · b8 preto cavalo · c8 preto bispo · d8 preto rainha · e8 preto rei · f8 preto bispo · h8 preto torre · a7 preto peão · b7 preto peão · e7 preto peão · f7 preto peão · h7 preto peão · d6 preto peão · f6 preto cavalo · g6 preto peão · d4 branco cavalo · e4 branco peão · f4 branco peão · c3 branco cavalo · a2 branco peão · b2 branco peão · c2 branco peão · g2 branco peão · h2 branco peão · a1 branco torre · c1 branco bispo · d1 branco rainha · e1 branco rei · f1 branco bispo · h1 branco torre | a8 preto torre · b8 preto cavalo · c8 preto bispo · d8 preto rainha · e8 preto rei · f8 preto bispo · h8 preto torre · a7 preto peão · b7 preto peão · e7 preto peão · f7 preto peão · h7 preto peão · d6 preto peão · f6 preto cavalo · g6 preto peão · d4 branco cavalo · e4 branco peão · f4 branco peão · c3 branco cavalo · a2 branco peão · b2 branco peão · c2 branco peão · g2 branco peão · h2 branco peão · a1 branco torre · c1 branco bispo · d1 branco rainha · e1 branco rei · f1 branco bispo · h1 branco torre | a8 preto torre · b8 preto cavalo · c8 preto bispo · d8 preto rainha · e8 preto rei · f8 preto bispo · h8 preto torre · a7 preto peão · b7 preto peão · e7 preto peão · f7 preto peão · h7 preto peão · d6 preto peão · f6 preto cavalo · g6 preto peão · d4 branco cavalo · e4 branco peão · f4 branco peão · c3 branco cavalo · a2 branco peão · b2 branco peão · c2 branco peão · g2 branco peão · h2 branco peão · a1 branco torre · c1 branco bispo · d1 branco rainha · e1 branco rei · f1 branco bispo · h1 branco torre | a8 preto torre · b8 preto cavalo · c8 preto bispo · d8 preto rainha · e8 preto rei · f8 preto bispo · h8 preto torre · a7 preto peão · b7 preto peão · e7 preto peão · f7 preto peão · h7 preto peão · d6 preto peão · f6 preto cavalo · g6 preto peão · d4 branco cavalo · e4 branco peão · f4 branco peão · c3 branco cavalo · a2 branco peão · b2 branco peão · c2 branco peão · g2 branco peão · h2 branco peão · a1 branco torre · c1 branco bispo · d1 branco rainha · e1 branco rei · f1 branco bispo · h1 branco torre | a8 preto torre · b8 preto cavalo · c8 preto bispo · d8 preto rainha · e8 preto rei · f8 preto bispo · h8 preto torre · a7 preto peão · b7 preto peão · e7 preto peão · f7 preto peão · h7 preto peão · d6 preto peão · f6 preto cavalo · g6 preto peão · d4 branco cavalo · e4 branco peão · f4 branco peão · c3 branco cavalo · a2 branco peão · b2 branco peão · c2 branco peão · g2 branco peão · h2 branco peão · a1 branco torre · c1 branco bispo · d1 branco rainha · e1 branco rei · f1 branco bispo · h1 branco torre | a8 preto torre · b8 preto cavalo · c8 preto bispo · d8 preto rainha · e8 preto rei · f8 preto bispo · h8 preto torre · a7 preto peão · b7 preto peão · e7 preto peão · f7 preto peão · h7 preto peão · d6 preto peão · f6 preto cavalo · g6 preto peão · d4 branco cavalo · e4 branco peão · f4 branco peão · c3 branco cavalo · a2 branco peão · b2 branco peão · c2 branco peão · g2 branco peão · h2 branco peão · a1 branco torre · c1 branco bispo · d1 branco rainha · e1 branco rei · f1 branco bispo · h1 branco torre | a8 preto torre · b8 preto cavalo · c8 preto bispo · d8 preto rainha · e8 preto rei · f8 preto bispo · h8 preto torre · a7 preto peão · b7 preto peão · e7 preto peão · f7 preto peão · h7 preto peão · d6 preto peão · f6 preto cavalo · g6 preto peão · d4 branco cavalo · e4 branco peão · f4 branco peão · c3 branco cavalo · a2 branco peão · b2 branco peão · c2 branco peão · g2 branco peão · h2 branco peão · a1 branco torre · c1 branco bispo · d1 branco rainha · e1 branco rei · f1 branco bispo · h1 branco torre | 5 |
| 4 | a8 preto torre · b8 preto cavalo · c8 preto bispo · d8 preto rainha · e8 preto rei · f8 preto bispo · h8 preto torre · a7 preto peão · b7 preto peão · e7 preto peão · f7 preto peão · h7 preto peão · d6 preto peão · f6 preto cavalo · g6 preto peão · d4 branco cavalo · e4 branco peão · f4 branco peão · c3 branco cavalo · a2 branco peão · b2 branco peão · c2 branco peão · g2 branco peão · h2 branco peão · a1 branco torre · c1 branco bispo · d1 branco rainha · e1 branco rei · f1 branco bispo · h1 branco torre | a8 preto torre · b8 preto cavalo · c8 preto bispo · d8 preto rainha · e8 preto rei · f8 preto bispo · h8 preto torre · a7 preto peão · b7 preto peão · e7 preto peão · f7 preto peão · h7 preto peão · d6 preto peão · f6 preto cavalo · g6 preto peão · d4 branco cavalo · e4 branco peão · f4 branco peão · c3 branco cavalo · a2 branco peão · b2 branco peão · c2 branco peão · g2 branco peão · h2 branco peão · a1 branco torre · c1 branco bispo · d1 branco rainha · e1 branco rei · f1 branco bispo · h1 branco torre | a8 preto torre · b8 preto cavalo · c8 preto bispo · d8 preto rainha · e8 preto rei · f8 preto bispo · h8 preto torre · a7 preto peão · b7 preto peão · e7 preto peão · f7 preto peão · h7 preto peão · d6 preto peão · f6 preto cavalo · g6 preto peão · d4 branco cavalo · e4 branco peão · f4 branco peão · c3 branco cavalo · a2 branco peão · b2 branco peão · c2 branco peão · g2 branco peão · h2 branco peão · a1 branco torre · c1 branco bispo · d1 branco rainha · e1 branco rei · f1 branco bispo · h1 branco torre | a8 preto torre · b8 preto cavalo · c8 preto bispo · d8 preto rainha · e8 preto rei · f8 preto bispo · h8 preto torre · a7 preto peão · b7 preto peão · e7 preto peão · f7 preto peão · h7 preto peão · d6 preto peão · f6 preto cavalo · g6 preto peão · d4 branco cavalo · e4 branco peão · f4 branco peão · c3 branco cavalo · a2 branco peão · b2 branco peão · c2 branco peão · g2 branco peão · h2 branco peão · a1 branco torre · c1 branco bispo · d1 branco rainha · e1 branco rei · f1 branco bispo · h1 branco torre | a8 preto torre · b8 preto cavalo · c8 preto bispo · d8 preto rainha · e8 preto rei · f8 preto bispo · h8 preto torre · a7 preto peão · b7 preto peão · e7 preto peão · f7 preto peão · h7 preto peão · d6 preto peão · f6 preto cavalo · g6 preto peão · d4 branco cavalo · e4 branco peão · f4 branco peão · c3 branco cavalo · a2 branco peão · b2 branco peão · c2 branco peão · g2 branco peão · h2 branco peão · a1 branco torre · c1 branco bispo · d1 branco rainha · e1 branco rei · f1 branco bispo · h1 branco torre | a8 preto torre · b8 preto cavalo · c8 preto bispo · d8 preto rainha · e8 preto rei · f8 preto bispo · h8 preto torre · a7 preto peão · b7 preto peão · e7 preto peão · f7 preto peão · h7 preto peão · d6 preto peão · f6 preto cavalo · g6 preto peão · d4 branco cavalo · e4 branco peão · f4 branco peão · c3 branco cavalo · a2 branco peão · b2 branco peão · c2 branco peão · g2 branco peão · h2 branco peão · a1 branco torre · c1 branco bispo · d1 branco rainha · e1 branco rei · f1 branco bispo · h1 branco torre | a8 preto torre · b8 preto cavalo · c8 preto bispo · d8 preto rainha · e8 preto rei · f8 preto bispo · h8 preto torre · a7 preto peão · b7 preto peão · e7 preto peão · f7 preto peão · h7 preto peão · d6 preto peão · f6 preto cavalo · g6 preto peão · d4 branco cavalo · e4 branco peão · f4 branco peão · c3 branco cavalo · a2 branco peão · b2 branco peão · c2 branco peão · g2 branco peão · h2 branco peão · a1 branco torre · c1 branco bispo · d1 branco rainha · e1 branco rei · f1 branco bispo · h1 branco torre | a8 preto torre · b8 preto cavalo · c8 preto bispo · d8 preto rainha · e8 preto rei · f8 preto bispo · h8 preto torre · a7 preto peão · b7 preto peão · e7 preto peão · f7 preto peão · h7 preto peão · d6 preto peão · f6 preto cavalo · g6 preto peão · d4 branco cavalo · e4 branco peão · f4 branco peão · c3 branco cavalo · a2 branco peão · b2 branco peão · c2 branco peão · g2 branco peão · h2 branco peão · a1 branco torre · c1 branco bispo · d1 branco rainha · e1 branco rei · f1 branco bispo · h1 branco torre | 4 |
| 3 | a8 preto torre · b8 preto cavalo · c8 preto bispo · d8 preto rainha · e8 preto rei · f8 preto bispo · h8 preto torre · a7 preto peão · b7 preto peão · e7 preto peão · f7 preto peão · h7 preto peão · d6 preto peão · f6 preto cavalo · g6 preto peão · d4 branco cavalo · e4 branco peão · f4 branco peão · c3 branco cavalo · a2 branco peão · b2 branco peão · c2 branco peão · g2 branco peão · h2 branco peão · a1 branco torre · c1 branco bispo · d1 branco rainha · e1 branco rei · f1 branco bispo · h1 branco torre | a8 preto torre · b8 preto cavalo · c8 preto bispo · d8 preto rainha · e8 preto rei · f8 preto bispo · h8 preto torre · a7 preto peão · b7 preto peão · e7 preto peão · f7 preto peão · h7 preto peão · d6 preto peão · f6 preto cavalo · g6 preto peão · d4 branco cavalo · e4 branco peão · f4 branco peão · c3 branco cavalo · a2 branco peão · b2 branco peão · c2 branco peão · g2 branco peão · h2 branco peão · a1 branco torre · c1 branco bispo · d1 branco rainha · e1 branco rei · f1 branco bispo · h1 branco torre | a8 preto torre · b8 preto cavalo · c8 preto bispo · d8 preto rainha · e8 preto rei · f8 preto bispo · h8 preto torre · a7 preto peão · b7 preto peão · e7 preto peão · f7 preto peão · h7 preto peão · d6 preto peão · f6 preto cavalo · g6 preto peão · d4 branco cavalo · e4 branco peão · f4 branco peão · c3 branco cavalo · a2 branco peão · b2 branco peão · c2 branco peão · g2 branco peão · h2 branco peão · a1 branco torre · c1 branco bispo · d1 branco rainha · e1 branco rei · f1 branco bispo · h1 branco torre | a8 preto torre · b8 preto cavalo · c8 preto bispo · d8 preto rainha · e8 preto rei · f8 preto bispo · h8 preto torre · a7 preto peão · b7 preto peão · e7 preto peão · f7 preto peão · h7 preto peão · d6 preto peão · f6 preto cavalo · g6 preto peão · d4 branco cavalo · e4 branco peão · f4 branco peão · c3 branco cavalo · a2 branco peão · b2 branco peão · c2 branco peão · g2 branco peão · h2 branco peão · a1 branco torre · c1 branco bispo · d1 branco rainha · e1 branco rei · f1 branco bispo · h1 branco torre | a8 preto torre · b8 preto cavalo · c8 preto bispo · d8 preto rainha · e8 preto rei · f8 preto bispo · h8 preto torre · a7 preto peão · b7 preto peão · e7 preto peão · f7 preto peão · h7 preto peão · d6 preto peão · f6 preto cavalo · g6 preto peão · d4 branco cavalo · e4 branco peão · f4 branco peão · c3 branco cavalo · a2 branco peão · b2 branco peão · c2 branco peão · g2 branco peão · h2 branco peão · a1 branco torre · c1 branco bispo · d1 branco rainha · e1 branco rei · f1 branco bispo · h1 branco torre | a8 preto torre · b8 preto cavalo · c8 preto bispo · d8 preto rainha · e8 preto rei · f8 preto bispo · h8 preto torre · a7 preto peão · b7 preto peão · e7 preto peão · f7 preto peão · h7 preto peão · d6 preto peão · f6 preto cavalo · g6 preto peão · d4 branco cavalo · e4 branco peão · f4 branco peão · c3 branco cavalo · a2 branco peão · b2 branco peão · c2 branco peão · g2 branco peão · h2 branco peão · a1 branco torre · c1 branco bispo · d1 branco rainha · e1 branco rei · f1 branco bispo · h1 branco torre | a8 preto torre · b8 preto cavalo · c8 preto bispo · d8 preto rainha · e8 preto rei · f8 preto bispo · h8 preto torre · a7 preto peão · b7 preto peão · e7 preto peão · f7 preto peão · h7 preto peão · d6 preto peão · f6 preto cavalo · g6 preto peão · d4 branco cavalo · e4 branco peão · f4 branco peão · c3 branco cavalo · a2 branco peão · b2 branco peão · c2 branco peão · g2 branco peão · h2 branco peão · a1 branco torre · c1 branco bispo · d1 branco rainha · e1 branco rei · f1 branco bispo · h1 branco torre | a8 preto torre · b8 preto cavalo · c8 preto bispo · d8 preto rainha · e8 preto rei · f8 preto bispo · h8 preto torre · a7 preto peão · b7 preto peão · e7 preto peão · f7 preto peão · h7 preto peão · d6 preto peão · f6 preto cavalo · g6 preto peão · d4 branco cavalo · e4 branco peão · f4 branco peão · c3 branco cavalo · a2 branco peão · b2 branco peão · c2 branco peão · g2 branco peão · h2 branco peão · a1 branco torre · c1 branco bispo · d1 branco rainha · e1 branco rei · f1 branco bispo · h1 branco torre | 3 |
| 2 | a8 preto torre · b8 preto cavalo · c8 preto bispo · d8 preto rainha · e8 preto rei · f8 preto bispo · h8 preto torre · a7 preto peão · b7 preto peão · e7 preto peão · f7 preto peão · h7 preto peão · d6 preto peão · f6 preto cavalo · g6 preto peão · d4 branco cavalo · e4 branco peão · f4 branco peão · c3 branco cavalo · a2 branco peão · b2 branco peão · c2 branco peão · g2 branco peão · h2 branco peão · a1 branco torre · c1 branco bispo · d1 branco rainha · e1 branco rei · f1 branco bispo · h1 branco torre | a8 preto torre · b8 preto cavalo · c8 preto bispo · d8 preto rainha · e8 preto rei · f8 preto bispo · h8 preto torre · a7 preto peão · b7 preto peão · e7 preto peão · f7 preto peão · h7 preto peão · d6 preto peão · f6 preto cavalo · g6 preto peão · d4 branco cavalo · e4 branco peão · f4 branco peão · c3 branco cavalo · a2 branco peão · b2 branco peão · c2 branco peão · g2 branco peão · h2 branco peão · a1 branco torre · c1 branco bispo · d1 branco rainha · e1 branco rei · f1 branco bispo · h1 branco torre | a8 preto torre · b8 preto cavalo · c8 preto bispo · d8 preto rainha · e8 preto rei · f8 preto bispo · h8 preto torre · a7 preto peão · b7 preto peão · e7 preto peão · f7 preto peão · h7 preto peão · d6 preto peão · f6 preto cavalo · g6 preto peão · d4 branco cavalo · e4 branco peão · f4 branco peão · c3 branco cavalo · a2 branco peão · b2 branco peão · c2 branco peão · g2 branco peão · h2 branco peão · a1 branco torre · c1 branco bispo · d1 branco rainha · e1 branco rei · f1 branco bispo · h1 branco torre | a8 preto torre · b8 preto cavalo · c8 preto bispo · d8 preto rainha · e8 preto rei · f8 preto bispo · h8 preto torre · a7 preto peão · b7 preto peão · e7 preto peão · f7 preto peão · h7 preto peão · d6 preto peão · f6 preto cavalo · g6 preto peão · d4 branco cavalo · e4 branco peão · f4 branco peão · c3 branco cavalo · a2 branco peão · b2 branco peão · c2 branco peão · g2 branco peão · h2 branco peão · a1 branco torre · c1 branco bispo · d1 branco rainha · e1 branco rei · f1 branco bispo · h1 branco torre | a8 preto torre · b8 preto cavalo · c8 preto bispo · d8 preto rainha · e8 preto rei · f8 preto bispo · h8 preto torre · a7 preto peão · b7 preto peão · e7 preto peão · f7 preto peão · h7 preto peão · d6 preto peão · f6 preto cavalo · g6 preto peão · d4 branco cavalo · e4 branco peão · f4 branco peão · c3 branco cavalo · a2 branco peão · b2 branco peão · c2 branco peão · g2 branco peão · h2 branco peão · a1 branco torre · c1 branco bispo · d1 branco rainha · e1 branco rei · f1 branco bispo · h1 branco torre | a8 preto torre · b8 preto cavalo · c8 preto bispo · d8 preto rainha · e8 preto rei · f8 preto bispo · h8 preto torre · a7 preto peão · b7 preto peão · e7 preto peão · f7 preto peão · h7 preto peão · d6 preto peão · f6 preto cavalo · g6 preto peão · d4 branco cavalo · e4 branco peão · f4 branco peão · c3 branco cavalo · a2 branco peão · b2 branco peão · c2 branco peão · g2 branco peão · h2 branco peão · a1 branco torre · c1 branco bispo · d1 branco rainha · e1 branco rei · f1 branco bispo · h1 branco torre | a8 preto torre · b8 preto cavalo · c8 preto bispo · d8 preto rainha · e8 preto rei · f8 preto bispo · h8 preto torre · a7 preto peão · b7 preto peão · e7 preto peão · f7 preto peão · h7 preto peão · d6 preto peão · f6 preto cavalo · g6 preto peão · d4 branco cavalo · e4 branco peão · f4 branco peão · c3 branco cavalo · a2 branco peão · b2 branco peão · c2 branco peão · g2 branco peão · h2 branco peão · a1 branco torre · c1 branco bispo · d1 branco rainha · e1 branco rei · f1 branco bispo · h1 branco torre | a8 preto torre · b8 preto cavalo · c8 preto bispo · d8 preto rainha · e8 preto rei · f8 preto bispo · h8 preto torre · a7 preto peão · b7 preto peão · e7 preto peão · f7 preto peão · h7 preto peão · d6 preto peão · f6 preto cavalo · g6 preto peão · d4 branco cavalo · e4 branco peão · f4 branco peão · c3 branco cavalo · a2 branco peão · b2 branco peão · c2 branco peão · g2 branco peão · h2 branco peão · a1 branco torre · c1 branco bispo · d1 branco rainha · e1 branco rei · f1 branco bispo · h1 branco torre | 2 |
| 1 | a8 preto torre · b8 preto cavalo · c8 preto bispo · d8 preto rainha · e8 preto rei · f8 preto bispo · h8 preto torre · a7 preto peão · b7 preto peão · e7 preto peão · f7 preto peão · h7 preto peão · d6 preto peão · f6 preto cavalo · g6 preto peão · d4 branco cavalo · e4 branco peão · f4 branco peão · c3 branco cavalo · a2 branco peão · b2 branco peão · c2 branco peão · g2 branco peão · h2 branco peão · a1 branco torre · c1 branco bispo · d1 branco rainha · e1 branco rei · f1 branco bispo · h1 branco torre | a8 preto torre · b8 preto cavalo · c8 preto bispo · d8 preto rainha · e8 preto rei · f8 preto bispo · h8 preto torre · a7 preto peão · b7 preto peão · e7 preto peão · f7 preto peão · h7 preto peão · d6 preto peão · f6 preto cavalo · g6 preto peão · d4 branco cavalo · e4 branco peão · f4 branco peão · c3 branco cavalo · a2 branco peão · b2 branco peão · c2 branco peão · g2 branco peão · h2 branco peão · a1 branco torre · c1 branco bispo · d1 branco rainha · e1 branco rei · f1 branco bispo · h1 branco torre | a8 preto torre · b8 preto cavalo · c8 preto bispo · d8 preto rainha · e8 preto rei · f8 preto bispo · h8 preto torre · a7 preto peão · b7 preto peão · e7 preto peão · f7 preto peão · h7 preto peão · d6 preto peão · f6 preto cavalo · g6 preto peão · d4 branco cavalo · e4 branco peão · f4 branco peão · c3 branco cavalo · a2 branco peão · b2 branco peão · c2 branco peão · g2 branco peão · h2 branco peão · a1 branco torre · c1 branco bispo · d1 branco rainha · e1 branco rei · f1 branco bispo · h1 branco torre | a8 preto torre · b8 preto cavalo · c8 preto bispo · d8 preto rainha · e8 preto rei · f8 preto bispo · h8 preto torre · a7 preto peão · b7 preto peão · e7 preto peão · f7 preto peão · h7 preto peão · d6 preto peão · f6 preto cavalo · g6 preto peão · d4 branco cavalo · e4 branco peão · f4 branco peão · c3 branco cavalo · a2 branco peão · b2 branco peão · c2 branco peão · g2 branco peão · h2 branco peão · a1 branco torre · c1 branco bispo · d1 branco rainha · e1 branco rei · f1 branco bispo · h1 branco torre | a8 preto torre · b8 preto cavalo · c8 preto bispo · d8 preto rainha · e8 preto rei · f8 preto bispo · h8 preto torre · a7 preto peão · b7 preto peão · e7 preto peão · f7 preto peão · h7 preto peão · d6 preto peão · f6 preto cavalo · g6 preto peão · d4 branco cavalo · e4 branco peão · f4 branco peão · c3 branco cavalo · a2 branco peão · b2 branco peão · c2 branco peão · g2 branco peão · h2 branco peão · a1 branco torre · c1 branco bispo · d1 branco rainha · e1 branco rei · f1 branco bispo · h1 branco torre | a8 preto torre · b8 preto cavalo · c8 preto bispo · d8 preto rainha · e8 preto rei · f8 preto bispo · h8 preto torre · a7 preto peão · b7 preto peão · e7 preto peão · f7 preto peão · h7 preto peão · d6 preto peão · f6 preto cavalo · g6 preto peão · d4 branco cavalo · e4 branco peão · f4 branco peão · c3 branco cavalo · a2 branco peão · b2 branco peão · c2 branco peão · g2 branco peão · h2 branco peão · a1 branco torre · c1 branco bispo · d1 branco rainha · e1 branco rei · f1 branco bispo · h1 branco torre | a8 preto torre · b8 preto cavalo · c8 preto bispo · d8 preto rainha · e8 preto rei · f8 preto bispo · h8 preto torre · a7 preto peão · b7 preto peão · e7 preto peão · f7 preto peão · h7 preto peão · d6 preto peão · f6 preto cavalo · g6 preto peão · d4 branco cavalo · e4 branco peão · f4 branco peão · c3 branco cavalo · a2 branco peão · b2 branco peão · c2 branco peão · g2 branco peão · h2 branco peão · a1 branco torre · c1 branco bispo · d1 branco rainha · e1 branco rei · f1 branco bispo · h1 branco torre | a8 preto torre · b8 preto cavalo · c8 preto bispo · d8 preto rainha · e8 preto rei · f8 preto bispo · h8 preto torre · a7 preto peão · b7 preto peão · e7 preto peão · f7 preto peão · h7 preto peão · d6 preto peão · f6 preto cavalo · g6 preto peão · d4 branco cavalo · e4 branco peão · f4 branco peão · c3 branco cavalo · a2 branco peão · b2 branco peão · c2 branco peão · g2 branco peão · h2 branco peão · a1 branco torre · c1 branco bispo · d1 branco rainha · e1 branco rei · f1 branco bispo · h1 branco torre | 1 |
|   | a | b | c | d | e | f | g | h |   |

Levenfish também escreveu livros para iniciantes e editou um livro com outros autores sobre aberturas de xadrez, intitulado Sovremenny debyut ("aberturas modernas"). Sua autobiografia, publicada postumamente, Izbrannye partii i vospominaniya (1967), contém 79 partidas comentadas.
Em relação às suas habilidades de jogo, Sosonko aponta para seu profundo conhecimento do jogo e um olho aguçado para movimentos brilhantes e imaginativos. Ele também foi um teórico de abertura; o Levenfish Attack, uma variação da Defesa da Sicília, leva o seu nome.

## Estilo de jogo
Levenfish derrotou praticamente todos os melhores jogadores russos e soviéticos dos anos 1910 ao início dos anos 1950, e também derrotou os campeões mundiais Alexander Alekhine e Emanuel Lasker. Levenfish tinha grande habilidade com as peças pretas na Defesa Francesa e na Defesa Eslava, e geralmente preferia aberturas clássicas como Ruy Lopez e Gambito da Dama, embora de vez em quando jogasse as hipermodernas Defesa Grünfeld  e Nimzoíndia .

## Obras publicadas
- Izbrannye partii i vospominaniya, por Grigory Levenfish, 1967. Em russo. Traduzido para o inglês por Douglas Griffin e publicado pela Quality Chess com o título Soviet Outcast em 2019. ISBN 9781784830861    .
- Rook Endings, de Grigory Levenfish e Vasily Smyslov. Traduzido por Philip J. Booth, 1971, Batsford. ISBN 0-7134-0449-3
- Sovremenny debyut, editado por Grigory Levenfish, 1940. Em russo.

## Melhores partidas
- Eugene Znosko-Borovsky vs. Grigory Levenfish, St. Petersburg 1910, Defesa Francesa (C14), 0-1
- Grigory Levenfish vs. Alexander Alekhine, St. Petersburg 1913, Gambito da Dama, Defesa Tartakower (A46), 1–0
- Ilya Rabinovich vs. Grigory Levenfish, Campeonato da URSS, Leningrado 1923, Defesa dos Dois Cavalos (C59), 0-1
- Boris Verlinsky vs. Grigory Levenfish, Campeonato da URSS (1924)· Ruy Lopez Ataque Morphy (C77) 0–1 Este jogo ganhou um prêmio de beleza e foi repetido no romance Pebble in the Sky de Isaac Asimov, em 1950, com o protagonista Joseph Schwartz jogando com as peças pretas.
- Emanuel Lasker vs. Grigory Levenfish, Moscow International 1925, Defesa Francesa (C14), 0-1
- Grigory Levenfish vs. Fedor Bohatirchuk, campeonato da URSS, Leningrado 1933, Ruy Lopez, defesa Steinitz Deferida (C79), 1–0
- Grigory Levenfish vs. Viacheslav Ragozin, Campeonato da URSS, Leningrado 1935, Defesa Francesa, Winawer (C16), 1–0
- Grigory Levenfish vs. Salo Flohr, Moscow International 1936, Defesa Eslava (D17), 1–0
- Grigory Levenfish vs. Mikhail Botvinnik, partida Leningrado-Moscou 1937, Defesa Grünfeld (D83), 1–0
- Mikhail Botvinnik vs. Grigory Levenfish, partida entre Leningrado e Moscou 1937, Defesa Eslava (D10), 0-1
- Grigory Levenfish vs. Mikhail Botvinnik, partida Leningrado-Moscou 1937, Defesa Nimzoíndia (E34), 1–0
- Mikhail Botvinnik vs. Grigory Levenfish, partida entre Leningrado e Moscou 1937, Defesa Eslava (D10), 0-1
- Igor Bondarevsky vs. Grigory Levenfish, campeonato da URSS, Leningrado 1939, Defesa Grünfeld (D85), 0-1
- Grigory Levenfish vs. Vasily Smyslov, Campeonato da URSS, Moscou 1949, Defesa Grünfeld (D98), 1–0
- Viktor Korchnoi vs. Grigory Levenfish, Minsk 1953, Abertura Catalã (E07), 0-1